# Municipio de Iowa (condado de Crawford)
Iowa Township es una subdivisión territorial del condado de Crawford, Iowa, Estados Unidos. Según el censo de 2020, tiene una población de 222 habitantes.
Es una subdivisión exclusivamente geográfica, por cuando el estado de Iowa no utiliza la herramienta de los townships como municipios.

## Geografía
Está ubicado en las coordenadas 41°54′27″N 95°9′3″O / 41.90750, -95.15083. Según la Oficina del Censo, tiene una superficie de 93.8 km², correspondientes en su totalidad a tierra firme.

## Demografía
Según el censo de 2020, hay 222 personas residiendo en la zona. La densidad de población es de 2.4 hab./km². El 99.10 % de los habitantes son blancos y el 0.90% son de una mezcla de razas. No hay hispanos o latinos viviendo en la región.